# ناظم حاجيبايوف
ناظم محمد أوغلو حاجيبايوف (8 فبراير 1928، باكو – 23 مارس 2020، باكو) — معماري أذربيجاني، مهندس معماري فخري لجمهورية أذربيجان الاشتراكية السوفيتية (1979)، حائز على جائزة الدولة لجمهورية أذربيجان الاشتراكية السوفيتية (1982).

## حياته
ولد ناظم حاجيبايوف في 8 فبراير 1928 في باكو. كان والده محمد حاجيبايوف ووالدته جهان طالشينسكايا. تخرج من معهد طشقند البوليتكنيك في عام 1951. عمل في جمهورية أوزبكستان الاشتراكية السوفيتية من 1950 إلى 1960، حيث بنيت مشاريع مثل منتجع "تشاغاتاي" في طشقند وفندق "فرغانة" في فرغانة ومنتجع "أوزبكستان" في كيسلوفودسك.
عمل في باكو منذ أواخر الستينيات. شغل منصب مدير "باكودولتلايخة" من 1970 إلى 1983، ومنذ 1983 كان نائب رئيس مجلس إدارة اتحاد المعماريين الأذربيجاني. تشمل أعماله الرئيسية مجمع سكني أحمدلي (1970-1972) ومجمع قصر "غوليستان" في باكو (1980). كان عضوا في اتحاد المعماريين الأذربيجاني منذ عام 1956.
توفي ناظم حاجيبايوف في 23 مارس 2020.

## الجوائز والتكريمات
- لقب "مهندس معماري فخري لجمهورية أذربيجان الاشتراكية السوفيتية" — 5 ديسمبر 1979
- جائزة الدولة لجمهورية أذربيجان الاشتراكية السوفيتية — 1982 (لمشروع قصر غوليستان)
- وسام "شرف" — 19 أبريل 2000[3]
- معاش فردي من رئيس جمهورية أذربيجان — منذ 5 يوليو 2003